# Равникар, Жига
Жига Равникар (словен. Žiga Ravnikar; род. 25 декабря 1999) — словенский лучник, специализирующийся в стрельбе из олимпийского лука. Участник Олимпийских игр.

## Биография
Жига Равникар родился 25 декабря 1999 года. Начал заниматься стрельбой из лука в 2007 году. Является левшой.

## Карьера
В 2018 году Жига Равникар участвовал на чемпионате Европы в Легнице, где достиг стадии 1/8 финала в командном турнире, и того же раунда в миксте. В личном турнире словенец выбыл из борьбы на стадии 1/32 финала. В том же году он стал 33-м на этапе Кубка мира в Берлине.
В 2019 году Жига Равникар участвовал на трёх этапах Кубка мира. Однако он выбыл уже в первом раунде и в Берлине, и в Анталии, и в Шанхае. В том же году Равникар принял участие на молодёжном чемпионате мира в Мадриде, однако в личном турнире вновь выступил неудачно. В мужском командном турнире он дошёл до 1/8 финала, а в смешанном парном разряде — до 1/16 финала. В июне выступил на взрослом чемпионате мира в Хертогенбосе. Он стал лишь 122-м в индивидуальном первенстве и 40-м в командном.
В 2021 году выступил на этапе Кубка мира в Париже, где стал 57-м. В том же году выступил на чемпионате Европы в Анталии. Равникар занял 33-е место в личном первенстве и добрался до четвертьфинала в командном. В том же году выступил на Олимпийских играх в Токио, где участвовал только в индивидуальном первенстве и в первом же матче проиграл олимпийскому чемпиону Мауро Несполи.